# Калдаш-ди-Сан-Жоржи
Ка́лдаш-ди-Сан-Жо́ржи (порт. Caldas de São Jorge) — район (фрегезия) в Португалии, входит в округ Авейру. Является составной частью муниципалитета Санта-Мария-да-Фейра. Находится в составе крупной городской агломерации Большой Порту. По старому административному делению входил в провинцию Дору-Литорал. Входит в экономико-статистический субрегион Энтре-Доуру-и-Воуга, который входит в Северный регион. Население составляет 2728 человек. Занимает площадь 4,70 км².